# قهرمان المپیک
قهرمان المپیک (The Olympic Champ) از سری کارتون‌های گوفی به کارگردانی جک کینی محصول سال ۱۹۴۲ در استودیو انیمیشن والت دیزنی است. این اثر ماجرای اتفاقاتی است که برای گوفی در حین مسابقه دو و میدانی در بازی‌های المپیک رخ می‌دهد. 